# Saccopteryx leptura
Saccopteryx leptura är en fladdermusart som först beskrevs av Johann Christian Daniel von Schreber 1774.  Saccopteryx leptura ingår i släktet Saccopteryx och familjen frisvansade fladdermöss. IUCN kategoriserar arten globalt som livskraftig. Inga underarter finns listade i Catalogue of Life.
Arten har 37,4 till 42,3 mm långa underarmar och honor är lite större än hannar. Som hos andra släktmedlemmar har hannar ett organ på vingen som liknar en påse. Honans påse finns bara rudimentärt. Den mjuka pälsen har på ovansidan en mörkbrun färg förutom två vågiga ljusa linjer. Djuret har ljusare brun päls på undersidan på grund av gula hårspetsar. Pälsen täcker även delar av vingen. Jämförd med andra släktmedlemmar har Saccopteryx leptura längre underarmar och en längre rad med tänder. Tandformeln är I 1/3 C 1/1 P 2/2 M 3/3.
Denna fladdermus förekommer i Central- och Sydamerika från södra Mexiko till centrala Peru, centrala Bolivia, södra Brasilien och nordöstra Argentina. Arten vistas i låglandet och i kulliga områden upp till 500 meter över havet. Habitatet utgörs av fuktiga städsegröna skogar. Ibland besöks angränsande gräs- eller jordbruksmark.
Individerna är aktiva på natten och de jagar flygande insekter. Vid viloplatsen bildas flockar med upp till nio medlemmar. Under parningstiden bildar hanar och honor monogama par.